# 班克
班克，是匈牙利诺格拉德州所辖的一个村。总面积9.90平方公里，总人口686，人口密度69.3人/平方公里（2011年1月1日）。